# 후시미구
후시미구(일본어: 伏見区)는 일본 교토부 교토시를 구성하는 11개 구 중 하나이다. 교토 시내 굴지의 주택지로 11구 중에서 최대의 인구를 가진다. 후시미성 조카마치의 전통을 계승하는 상업 거점인 한편 교토시 중심부나 오사카 방면으로의 주택 지역 성격을 가진다.

## 인접한 지자체
- 교토부
  - 교토시
    - 미나미구
    - 야마시나구
    - 히가시야마구

  - 구세군
    - 구미야마정

  - 나가오카쿄시
  - 무코시
  - 야와타시
  - 오토쿠니군
    - 오야마자키정

  - 우지시
- 시가현
  - 오쓰시

## 역사
- 1929년 5월 1일 - 옛 기이군 후시미정이 시로 승격해 후시미시가 탄생하였다.
- 1931년 4월 1일 - 후시미시와 기이군의 1정 7촌이 교토시와 합병해 후시미구가 탄생하였다.
- 1957년 4월 1일 - 구세군 요도정을 편입하였다.

## 산업
- 겟케칸(일본어판) 술공장

## 교통

### 철도
- 긴키 닛폰 철도
  - 교토선
    - (← 미나미구 주조역) - 가미토바구치역 - 다케다역 - 후시미역 - 긴테쓰탄바바시역 - 모모야마고료마에역 - 무카이지마역 - (우지시 오구라역 →)

- 게이한 전기 철도
  - 게이한 본선
    - (← 히가시야마구 도바카이도역) - 후시미이나리역 - 후카쿠사역 - 후지노모리역 - 스미조메역 - 단바바시역 - 후시미모모야마역 - 주쇼지마역 - 요도역 - (야와타시 야와타시역 →)

  - 우지선
    - 주쇼지마역 - 간게쓰쿄역 - 모모야마미나미구치역 - 모모야마미나미구치역 - (우지시 고와타역 →)

- 서일본 여객철도
  - 나라선
    - (← 히가시야마구 도후쿠지역) - 이나리역 - JR 후지노모리역 - 모모야마역 - (후시미구 로쿠지조역 →)

- 교토시 교통국(교토 시영 지하철)
  - 가라스마선
    - (← 미나미구 주조역) - 구이나바시역 - 다케다역

- - 도자이선
    - (← 야마시나구 오노역) - 다이고역 - 이시다역 - (야마시나구 나기쓰지역 →)

### 도로
- 고속도로
  - 메이신 고속도로
  - 게이지 바이패스(일본어판)

- 국도
  - 국도 1호선
  - 국도 24호선
  - 국도 제171호선 (일본)(일본어판)
  - 국도 제478호선 (일본)(일본어판)

## 시설
- 모모야마성

## 인구
| 연도  | 인구    | ±%     |
| ----- | ------- | ------ |
| 1940  | 92,714  | —      |
| 1950  | 105,437 | +13.7% |
| 1960  | 135,293 | +28.3% |
| 1970  | 190,569 | +40.9% |
| 1980  | 257,156 | +34.9% |
| 1990  | 280,276 | +9.0%  |
| 2000  | 287,909 | +2.7%  |
| 2010  | 284,085 | −1.3%  |
| 2015  | 280,655 | −1.2%  |
| 출처: |         |        |

## 출신 인물
- 가토 가즈히코 (加藤 和彦)

## 작품
만화 이나리, 콩콩, 사랑의 첫걸음의 배경이다.